# 오쓰보 히로카즈
오쓰보 히로카즈(일본어: 大坪 博和, 1979년 12월 7일 ~ )는 일본의 축구 선수이다.

## 구단 경력
오츠카 제약, 에히메 FC에서 활동하였다.